# Barboche
Barboche è un romanzo di Henri Bosco del 1957.

## Trama
Il romanzo narra la storia del viaggio che Tante Martine intraprende con Pascalet, alter ego dello scrittore stesso, per arrivare a Pierrouré, sua città natale. I due sono seguiti di nascosto dal cane Barboche il quale ha caratteristiche più umane che animali. Tante Martine e Pascalet si dirigono verso il luogo di partenza della carrozza che li porterà fino alla stazione di Sauzette. Là li attenderà il
treno che li porterà direttamente a Pierrouré. Mentre sono in marcia, sulla strada appare un cane, che Pascalet riconosce come Barboche. Il ragazzino, quindi, scende dalla carrozza e corre verso l'animale, il quale si allontana ignorandolo completamente. Pensieroso e preoccupato per il cane, Pascalet è costretto a ripartire. Dopo un lungo viaggio, Tante Martine e il bambino arrivano alla stazione. Dovendo aspettare per ore ed ore l'arrivo del loro treno, decidono di fare un pisolino in una baracca vicino alla ferrovia. L'anziana si addormenta subito stringendo al petto il suo inseparabile libro Clefs des Songes, Pascalet invece è in uno stato di dormiveglia e vede, ma pensa di sognare, un asino il quale cerca di persuaderlo proponendogli di salire sul suo dorso e di scappare oltre le colline. Improvvisamente il piccolo Pascalet assiste all'arrivo di un gruppo di nomadi che fa scappare l'asino e si addentra nella foresta scomparendo nel buio. Al risveglio Tante Martine scopre che il treno tanto atteso non passa da circa vent'anni. Decidono quindi di passare la notte all'interno della baracca e di ripartire il mattino seguente.
Inizia così un lungo e avventuroso viaggio a piedi verso Pierrouré. Entrati nella foresta, dopo una lunga giornata a marciare e vedendo avvicinarsi la notte, decidono di fermarsi sotto ad un albero per dormire e accendono un piccolo fuoco per proteggersi dai pericoli notturni. Giunto il mattino riprendono il viaggio e verso sera arrivano alla cascina di Malcombat dove si riposeranno riacquistando le proprie forze. Sfortunatamente capiscono troppo tardi di essere nella dimora dei nomadi. Costretti a scappare poiché inseguiti dai cani di questi banditi, vengono salvati dall'arrivo tempestivo di Barboche. Scampato il pericolo e ormai vicino a Pierrouré, Pascalet ha la sensazione di essere tenuto d'occhio da qualcuno o da qualcosa. Quando arrivano alla meta, Tante Martine si accorge che la famosa statua di Saint Léonidas è stata distrutta. Triste e delusa l'anziana decide di non addentrarsi nel villaggio, ma di mandare Pascalet, per farsi poi raccontare tutto ciò che vedrà e coloro che incontrerà. Il piccolo si spingerà (grazie all'aiuto della bambina Pinceminou che incontra e che rappresenta Tante Martine in gioventù) fino alla chiesa del paese e alla Saturnine, dimora dei cugini Gloriot, chiusa da quando la figlia Hyacinthe fu rapita. Inoltre, grazie all'asino che gli si era già manifestato nel dormiveglia, scoprirà la presenza di una città nuova costruita sotto quella vecchia. Alla zia però non racconterà le sue scoperte. La notte però Tante Martine non riuscendo a dormire, decide di addentrarsi nel paese e ne scopre la vera condizione. Alla vista di questa amara verità cade in depressione e cerca sollievo specchiandosi nelle acque della fontana, le quali rivelano le sue sembianze giovanili che appaiono per un attimo. La mattina seguente Tante Martine, grazie al suo orgoglio, mostrerà indifferenza per ciò che è accaduto e lascerà la baracca donando in regalo il suo Clefs des Songes ai padroni di casa. Sulla via del ritorno incontrerà un certo Sylvain Mésillon, che offrirà un passaggio ai due viaggiatori riconoscendo nell'anziana una sua vecchia cugina lontana di nome Martine. Ma Martine dice di chiamarsi Agata e nega tutto. Arrivati in un albergo per riposare dopo i lunghi giorni passati a camminare, la zia e il bambino si imbattono nei due padroni della dimora, i quali li informeranno riguardo ai nomadi che minacciano il paese. Durante la notte Pascalet e Barboche si accorgono dell'arrivo di un gruppo di sconosciuti. Inaspettatamente Pascalet riconoscerà tra loro la figura di Gatzo, suo amico fedele e perduto, e la figura di Hyacinthe. Il romanzo si chiude con Pascalet e Tante Martine e Barboche ospitati da un viandante il quale offre loro un po' di pane e del vino. Al momento di ripartire, Barboche è scomparso nuovamente.

## Temi

### Fuoco
Il fuoco è un elemento molto importante in questo romanzo in quanto rappresenta ciò che può salvaguardare l'uomo e preservarne la sopravvivenza. Un esempio lo ritroviamo nella scena in cui Tante Martine e Pascalet arrivano nel bosco per passare la notte; l'unica cosa che li protegge dalle creature malvagie che vivono nella foresta è una candela che emana luce e calore allo stesso tempo.

### Acqua
In Barboche, l'acqua è un elemento dotato di un grande potere rinvigorente poiché dà forza sia alle persone che alle cose, riportando in vita ricordi ed esperienze che ormai appartengono al passato. Inoltre fa riflettere sia dal punto di vista fisico che mentale: per esempio quando Tante Martine si specchia nelle acque della fontana, rivede l'immagine della sua giovinezza riflessa suscitando in lei emozioni contrastanti che permettono l'introspezione del personaggio.

### Animali simbolici
L'asino Culotte rappresenta inizialmente il Male, in quanto cerca in tutti i modi di deviare Pascalet dal proprio percorso. Successivamente invece, si rivela essere un aiuto poiché diventa una guida che permette al personaggio di addentrarsi nella città di Pierrouré, di cui ne scopre i misteri.
Il cane Barboche, al contrario, rappresenta il Bene dato che interviene sempre nei momenti più difficili e critici per i due personaggi dando prova del suo amore, nonostante non mostri il suo affetto in ogni situazione e spesso sparisca.

### Ricordo
Tante Martine inizialmente ha un ricordo gioioso e felice della sua infanzia a Pierrouré, ma in un secondo momento questo diventa motivo di sofferenza e tristezza quando scopre il cambiamento radicale della sua città natale. Questo la porta a rimuovere il ricordo del passato e l'abbandono del suo libro Clefs des Songes, che teneva con sé da quando era piccola, ne è una testimonianza.